# Druckschlag
Bei marinen Bauwerken zählt der Druckschlag (Wellenstoß), wie die stoßweise auftretenden
Kräfte, die durch Wasserwellen mit ihrer Bewegung erzeugt werden, zu den instationären Bauwerksbelastungen.
Kennzeichnend für den Druckschlag ist eine ungleichförmige hydrodynamische Druckspannungsverteilung mit einem Spitzenwert {\displaystyle p_{\mathrm {max} }}, der momentan an einer ortsfesten Wandfläche wirkt, wenn auf diese örtlich planparallel eine bewegte Wellenoberfläche auftrifft. Werden solche Spitzendruckwerte als Flüssigkeits-Druckhöhe angegeben, können diese bis zu einem zweistelligen Vielfachen {\displaystyle m} der sie erzeugenden Wellenhöhe {\displaystyle H} betragen. 
{\displaystyle {\frac {p_{\text{max}}}{\rho \ g}}=m\cdot H}
mit
- der Dichte {\displaystyle \rho } des Wassers
- der Erdbeschleunigung {\displaystyle g} .

Als Druckspannung können Werte von 500 kPa (d. h. ca. 5 bar) und mehr erreicht werden.
Davon zu unterscheiden ist das aus dem Schiffbau bekannte ähnliche Phänomen des Seeschlages (Slamming), bei dessen Entstehung eine Relativbewegung zwischen bewegter Wellenoberfläche und momentan planparalleler Schiffshaut vorliegt.
Weitere vergleichbare Phänomene sind die Dampfschläge,  die durch Bildung von Dampfblasen und Zusammenfallen dieser Blasen bei stark schwankenden Druckverhältnissen in Kreiselpumpen und bei der Einleitung von heißem Dampf in kaltes Wasser auftreten (siehe Kavitation). Diese können auch zu Materialschäden durch Erosion führen.

## Charakteristik

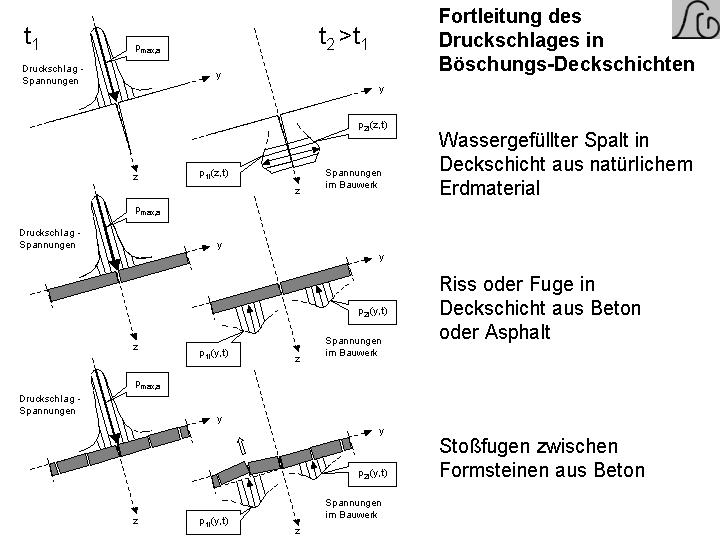
Druckschlagfortleitung an unterschiedlichen Böschungsdeckschichten

Wie bei den wellenerzeugten Wechselkräften handelt es sich auch beim Druckschlag nicht um eine allein deterministisch beschreibbare Wellenkraft. 
In der Natur sind bei der Entstehung der Druckschlagkraft die physikalischen und geometrischen Randbedingungen nicht exakt abgrenzbar. In der Formulierung
{\displaystyle F=\int p\ dA=\iint p(x,y)\ dxdy}
stellen sowohl die Druckspannungsverteilung {\displaystyle p(x,y)} als auch deren Wirkfläche {\displaystyle A} Zufallsveränderliche dar. 
Dabei wird der stochastische Charakter des Spitzenwertes vor allem durch den Luftgehalt im Wasser der brechenden Welle bestimmt.
Generell wirkt der Spitzendruck örtlich nur auf sehr kleiner Fläche. In seiner zeitlichen Entwicklung liegen die Anstiegszeiten (Kompressionszeiten) bis zum Erreichen des Maximalwertes zwischen wenigen Millisekunden und mehreren hundert Millisekunden, wobei die größten Druckspannungsmaxima bei den kleinsten Anstiegszeiten erreicht werden. 
Zu unterscheiden sind Druckschlagwirkungen an
- vertikalen (ebenen und gekrümmten) Wänden (z. B. Wellenbrecher, Molen, Leuchttürme),
- vertikalen und geneigten Rohrelementen (z. B. Plattformtragelemente),
- geneigten (ebenen) Wänden (z. B. Uferböschungen, Wellenbrecher).

Maximalwerte der Druckschlagspannungen können bei vertikalen Strukturen eine Zehnerpotenz höher liegen als bei Böschungen mit einer Neigung geringer als 1:3. 
Selbst großvolumige monolithische Bauwerkskomponenten können bei Druckschlag durch Wellen bewegt werden. Bei Fehlstellen oder Fugen in der Bauwerksoberflächen werden Druckschlagspannungen in der Form einer Stoßwelle in das Bauwerk fortgeleitet, wodurch Schäden örtlich von innen heraus ausgelöst werden können.

## Beeinflussung der Brandungskinematik
Bei Böschungen wird der Druckschlag allein durch den Brechertyp Sturzbrecher erzeugt. Sein Auftreten kann nur in Grenzen für einen vorgegebenen Vorrat von Wertepaaren aus Wellenhöhe und Wellenlänge durch Wahl einer geeigneten Böschungsneigung beeinflusst werden.
Bei Hohldeckwerken tritt der Sturzbrecher in seiner ausgeprägten Form nicht auf. 